# Eugène Laval
Pour les articles homonymes, voir Laval.
Eugène Laval, né le 23 février 1818 à Villefranche-sur-Saône et mort à Paris le 21 février 1869 , est un architecte français.

## Biographie
Eugène Jean Baptiste Gabriel Laval étudie à l'école des beaux-arts de Paris, atelier Labrouste.
En 1842, il part en voyage pour l'Italie et passe en particulier par Rome, Naples, Venise et Florence. En 1849, il est nommé architecte du département du Gard.

Il avait épousé Marcienne Emilie Lewkowiez (née à Radom) qui lui donna deux fils :
- Léonard Félix Eugène Laval (1859-1928), époux de Gabrielle Dumontet, sculptrice.
- Charles Laval (1861- 1894), peintre qui suivit Gauguin à Panama puis à la Martinique.

## Réalisations
Il réalise les travaux d'architecture suivants :
- restauration du château de Beaucaire, des églises de Sylvacanes, de Sainte-Marthe à Tarascon, de Saint-Théodore à Uzès, de Saint-Gaudens, de Saint-Bertrand de Comminges et de Saint-Just de Valcabrère ;
- asile de Vincennes ;
- palais de Justice d'Alès et plusieurs églises du département du Gard ;
- asile du Vésinet ;
- hôpital de Bordeaux ;
- hôtel de la Banque à Bilbao ;
- villa Dubochet à Clarens ;
- deux maisons à Paris, boulevard Pereire.

## Distinction
Il est fait chevalier de la Légion d'honneur en 1857.